# Troy, Illinois
Troy là một thành phố thuộc quận Madison, tiểu bang Illinois, Hoa Kỳ. Năm 2010, dân số của thành phố này là 9888 người.

## Dân số
Dân số qua các năm:
- Năm 2000: 8524 người.
- Năm 2010: 9888 người.